# Fairchild Super 71
Fairchild 71 là một loại máy bay chở hàng của Canada, do hãng Fairchild Aircraft Ltd. (Canada) chế tạo.

## Biến thể
Fairchild Super 71
Fairchild Super 71P

## Quốc gia sử dụng
Canada
- Không quân Hoàng gia Canada
- Canadian Airways

## Tính năng kỹ chiến thuật (Super 71)
Dữ liệu lấy từ Canadian Aircraft Since 1909
Đặc điểm tổng quát
- Kíp lái: 1
- Chiều dài: 35 ft 6 in (10.82 m)
- Sải cánh: 58 ft 0 in (17.67 m)
- Chiều cao: 10 ft 6 in (3.2 m)
- Diện tích cánh: 392 ft2 (34.56 m2)
- Trọng lượng rỗng: 3,817 lb (1,733 kg)
- Trọng lượng có tải: 7,000 lb (3,178 kg)
- Động cơ: 1 × Pratt & Whitney Wasp T1D1, 525 hp (388 kW) mỗi chiếc

Hiệu suất bay
- Vận tốc cực đại: 139 mph (223.6 km/h)
- Vận tốc hành trình: 125 mph (201.1 km/h)
- Tầm bay: 817 dặm (1,314 km)
- Vận tốc lên cao: 800 ft/min ( m/s)